# IBM Lotus Domino
Lotus Domino è un prodotto server di IBM che fornisce strumenti enterprise per email, strumenti collaborativi e una piattaforma applicativa.
Può essere utilizzato come Mail server, Applications Server per le applicazioni Lotus Notes e/o come Web server. Inoltre include un sistema di database nel formato NSF. Dalla versione 7, Domino server può usare il sistema DB2 come suo database integrato.

## Prodotti di Lotus Domino
- - Collaboration Express
  - Enterprise Server
  - Messaging Express
  - Messaging Server
  - Utility Express
  - Utility Server
- Lotus Domino Access for Microsoft Outlook
- Lotus Domino Designer
- Lotus Domino Document Manager
- Lotus Domino Everyplace
- Lotus Domino Unified Communications
- Lotus Domino Web Access
  - for Collaboration
  - for Messaging
  - V6
- Lotus Domino WebMail
- DominoBlog

## Servizi Lotus Domino
Lotus Domino server può fornire molteplici servizi. I servizi principali sono:
- Email server (supporta Lotus Notes, POP3, IMAP, web browser e il client Outlook e il supporto SMTP)
- Applications Server (il client Lotus Notes fornisce il runtime)
- Web server (accesso ai servizi di Lotus Notes mediante un browser web)
- Database server (Notes Storage Facility)
- Directory server (LDAP)

Questi add-in per Lotus Domino server forniscono i seguenti servizi:
- Data integration (LEI)
- Instant messaging e Web conferencing (IBM Lotus Sametime)
- Gestione Documentale (Domino Document Manager)
- Servizi Collaborativi (Lotus Quickr)
- Mobile application server (Domino Everyplace)
- Posta e Calendario su dispositivi mobili (Lotus Notes Traveler)

Lotus Domino Email server non è molto ben vista nella comunità IMAP per alcune sue violazioni nelle specifiche IMAP. Per esempio, quando viene cancellato un messaggio, prima manda il comando EXISTS con un valore più basso del numero attuale di messaggi presenti nella casella di posta e poi manda il comando EXPUNGE: questo causa il crash dei client e/o la rimozione di più messaggi. Inoltre, invia delle risposte che violano la sintassi IMAP.

## Versioni pubblicate
- Lotus Domino 9.0.x
- Lotus Domino 8.5.x
- Lotus Domino 8.0.x
- Lotus Domino 7.0.x
- Lotus Domino 6.5.x
- Lotus Domino 6.0.x
- Lotus Domino 5.0.x